# غارزيغليانا
غارزيغليانا هي كومونا تقع في مدينة تورينو الحضرية في المنطقة الإيطالية بيدمونت ، وتقع على بعد حوالي 35 كيلومتر (22 ميل) جنوب غرب تورينو .
تقع غارزيغليانا على حدود البلديات التالية: بينيرولو وأوساسكو وماسيلو وبريشيراسو وكافور.